# Гулиева, Екатерина Ивановна
Екатери́на Ива́новна Гули́ева (в девичестве — Завья́лова, в первом замужестве — Поисто́гова; род. 1 марта 1991, Арзамас, Нижегородская область) — турецкая и российская легкоатлетка, серебряный призер Олимпийских игр в беге на 800 метров, Заслуженный мастер спорта России.
С 2019 года замужем за турецким легкоатлетом азербайджанского происхождения Рамилем Гулиевым, с 2021 года выступает под турецким флагом.

## Карьера
На Олимпийских играх в Лондоне стала обладательницей серебряной медали на дистанции 800 метров.
Также в 2012 году побеждала на мемориале братьев Знаменских и на чемпионате России.
В начале июля 2022 года в составе сборной Турции выиграла золото на дистанции 800 метров на Средиземноморских играх в Оране с результатом 2:01.08. Рамиль Гулиев там же выиграл золото на дистанции 200 метров.

### Допинговый скандал
В ноябре 2015 года произошел международный скандал, связанный с обвинениями российских легкоатлетов в массовом применении допинга. На основании своего расследования комиссия международного антидопингового агентства (WADA) рекомендовала, среди прочего, пожизненно дисквалифицировать Поистогову.
Спортивный арбитражный суд в Лозанне за нарушение антидопинговых правил отстранил от выступлений на 2 года Екатерину Завьялову и лишил её серебряной медали зимнего чемпионата Европы 2015 в Праге, но она сохранила серебряную медаль Олимпиады-2012. Отстранение отсчитывается с 24 августа 2015 года.
В марте 2024 года Галиева дисквалифицирована на 4 года за нарушение антидопинговых правил. Все результаты Гулиевой с 17 июля 2012 года по 20 октября 2014 года аннулируются в том числе серебро на дистанции 800 м на Олимпиаде-2012 в Лондоне.

## Личная жизнь
В 2016 году окончила Уральский государственный лесотехнический университет.
В 2019 году вышла замуж за турецкого легкоатлета азербайджанского происхождения Рамиля Гулиева и взяла его фамилию.
В 2020 году у неё родилась дочка Айлита.
В апреле 2021 года получила право выступать за сборную Турции.

## Награды
- Медаль ордена «За заслуги перед Отечеством» II степени (13 августа 2012 года) — за большой вклад в развитие физической культуры и спорта, высокие спортивные достижения на Играх XXX Олимпиады 2012 года в городе Лондоне (Великобритания)[9].
- Заслуженный мастер спорта России (20 августа 2012 года)[10].